# Јерусалимски крст
Јерусалимски крст, познат још и као крсташки крст, представља пет златних крстова на сребрној позадини. Крст се налазио на грбу норманског вовјсковође Готфрида Бујоњског. После ослобођења Јерусалима од муслимана у Првом крсташком рату 1099. године, Годфрид Булоњска прогласио се ослободиоцем и браниоцем Свете Гробнице и Јерусалима.
Јерусалимски крст се тумачи на овај начин - Велики крст представља Христа, а четири мала крста која се налазе у окриљу Великог крста, представљају четири Јеванђеља. Пет крстова се сједињују у један симбол који симболише пет Христових рана.